# Thailand under coronaviruspandemien
Thailand blev økonomisk hårdt ramt af coronavirusepidemien fra marts 2020 til 30. september 2022, hvor turisme stort set ophørte i løbet af marts måned og landet lukkede sine grænser den 26. marts, trods antallet af konstaterede smittede på 1.000 personer, med knap 900 hospitalsindlagte syge og fire dødsfald, på det tidspunkt var relativt lavt i forhold til en befolkning på lidt under 70 millioner.
I Global Health Security Index-listen over lande bedst forberedt på at håndtere en pandemi lå Thailand som nummer seks i slutningen af 2019, til sammenligning var Danmark nummer otte. Ifølge Lowy Institute (Australien) lå Thailand oprindeligt som fjerdebedst, til at håndtere COVID-19-udbruddet, ud af 98 målte lande. De tre første pladser indtoges af New Zealand, Vietnam og Taiwan. Til sammenligning lå Danmark som nummer 23.
I begyndelsen af pandemien synes Thailand også som en vinder, med epidemien inddæmmet i starten af juli måned. Herefter blev der kun konstateret få tilfælde, de var alle blandt indrejsende i karantæne frem til midten af oktober, hvorefter der atter blev konstateret enkelte indenlandske tilfælde. Derefter ændrede situationer sig mod taberstatus, da der i slutningen af december opstod et nyt masseudbrud med flere end 1.000 konstaterede tilfælde af COVID-19 blandt Myanmar (burmesiske) migrantarbejdere i provinsen Samut Sakhon, umiddelbart syd for Bangkok. Den 7. februar 2021 blev 2. bølge af epidemien erklæret som værende under kontrol.
Den 8. april 2021 brød lokal smitte ud igen med flere hundrede tilfælde, officielt proklameret som 3. bølge efter konstatering af den såkaldte britiske-variant, B.1.1.7. Bangkoks genåbnede forlystelsesliv blev mistænkt som kilde til smitten. Antallet af nye daglige smittetilfælde eskalerede i midten af april med flere end 1.700. Det var samtidigt med den årlige thailandske nytårsfest, Songkran, hvor mange rejser, for at besøge familie. Trods ny smitte, blev der ikke indført rejseforbud. Da alle smittede, uanset om asymptomatisk, bliver hospitalsindlagt, skabte flere end 16.000 aktive tilfælde mangel på hospitalssenge og behov for felthospitaler, især i Bangkok-området. Smitten eskalerede med op til flere end 150.000 konstaterede COVID-19 positive ved udgangen af maj måned, flere end 48.000 aktive tilfælde indlagt på hospitaler og over 1.000 dødsfald, svarende til 14 pr. million indbyggere.
Pandemien kom for Thailands vedkommende til at vare til 1. oktober 2022, hvor COVID-19 blev klassificeret som infektionssygdom under overvågning. Det anslås, at i alt omkring 70 procent af thailænderne blev smittet med COVID-19 under pandemi-perioden, når der medregnes ikke indrapporterede asymptomatiske tilfælde.
Thailand brugte i alt 444,3 milliarder baht (cirka 90 milliarder kroner) i løbet af de tre år, pandemien varede. 260,2 milliarder baht (59 % af de samlede udgifter, cirka 52 milliarder kroner) blev brugt på medicinske tjenester, der inkluderede behandling og vaccination. Indkøb af vacciner og vaccinestyringsomkostninger udgjorde 77,2 milliarder baht (17 %, cirka 15,5 milliarder kroner) og 57,5 milliarder baht (13 %, cirka 11,5 milliarder kroner) blev brugt til at dække kompensation og risikobetalinger for medicinsk personale. Resten af pengene blev brugt på medicin og medicinsk udstyr.
| Dato 2022     | I alt registreret | I alt raskmeldt | Aktive tilfælde | I alt døde | Døde pr. mio. |
| ------------- | ----------------- | --------------- | --------------- | ---------- | ------------- |
| 30. september | 4.681.309         | 4.642.083       | 46.459          | 32.767     | 468           |

## Epidemiens udvikling

### 1. bølge

#### Første COVID-19 tilfælde udenfor Kina
Thailand var det første land hvor COVID-19 blev konstateret udenfor Kina under Coronavirusepidemien, det var den 13. januar 2020. Ifølge nyhedsbureauet AP medførte det, at de kinesiske myndigheder begyndte at advare om epidemien, dog først seks dage senere. Thailands turisme havde en stor andel af kinesere, de udgjorde næsten en tredjedel. Den 1. marts var der registreret 42 tilfælde, 30 raskmeldte, 11 indlagte og et enkelt dødsfald. To uger senere var COVID-19 antallet næsten tredoblet, og da den stigende udbredelse af epidemien blev erklæret pandemi, indførte at Thailand 14-dages selvkarantæne ved ankomst fra en række udenlandske destinationer. Den bratte stigning i det registrerede antal COVID-19 fra midten af marts, skyldtes tillige en ændring af testmetode, hvorved flere personer kunne testes for virus. Bangkok (hovedstad), samt Nonthaburi og Chonburi, havde flest tilfælde. Den største gruppe var 30-39 årige med 22 procent, og næststørst 20-29 årige med 19 procent. Der var to gange så mænge smittede mænd, som kvinder. Gennemsnitsalderen for smittede var 40 år.

#### Superspreder starter en epidemi
Frem til den 6. marts havde Thailand 30-40 smittede og et dødsfald, og der havde ikke været væsentlige ændringer i flere uger. Smitten kom fra den mildere asiatiske coronavirus. Det ændredes da en thailænder, hjemvendt fra Italien med en stærkere og mere dødelig variant af coronavirus, var gæst til en thaiboksekamp på Lumpinee Stadium i Bangkok, hvor han blev såkaldt "superspreder" og smittede 50 personer. Der viste sig senere, at virus-stammen ikke var fra Italien, men derimod S- eller Serine-stammen, en af mindst 30 coronavirus-stammer, mens de første COVID-19 tilfælde i januar var forårsaget af L- eller Leucine-stammen fra den kinesiske by Wuhan. Der blev også draget tvivl om den italienske virus-stamme var farligere end den fra Wuhan. I de sydlige provinser øgedes spredningen med hjemvendte fra et religiøst arrangement i Kuala Lumpur, Malaysia.
Den 21. april offentliggjorde sundhedsministeriet en statistik over hvilke erhverv, der havde flest COVID-19 smittede. Det højeste antal var blandt selverhvervende med 395 tilfælde. Derefter fulgte virksomhedsejere med 308 (der er mange små virksomheder med få ansatte, men artiklen nævner ikke noget konkret om tallet), ansatte og fabriksarbejdere 235, forlystelsesindustri medarbejdere 176, studerende (inklusive skolebørn) 164, offentligt ansatte 140, sundhedspersonel 109, tjenestefolk (engelsk "housemaids") 106, arbejdsløse 69, landmænd 69, turister 55, mindre børn 34, hotel medarbejdere 33, taxi og offentlige chauffører 27, turistguider 10, lufthavnsansatte 9, tjenere 6, munke 6 og religiøse ledere 2. Patienter i aldersgruppen 20-29 år udgjorde 684 tilfælde af i alt 2.811 registrerede, siden epidemiudbruddet begyndte. Der var næste lige mange kønsopdelt med 1,16 mænd pr. kvinde.
Fra midten af maj måned var det daglige antal nye COVID-19 smittede etcifrede tal, og flere dage blev ingen ny tilfælde konstateret. Der var kun enkelte nye dødsfald registreret med COVID-19. Af de konstaterede nye tilfælde var den overvejende del blandt hjemvendte thailændere i karantæne. Den coronavirus stamme som forårsagede Covid-19 blandt hjemvendte thailændere, var den 10 gange mere smitsomme G-stamme (G614), som spredte sig i Europa og USA, i modsætning til S-stammen, der oprindeligt havde inficeret Asien, dødeligheden syntes dog at være ens.
Den 8. juli, efter 45 dage uden nye indenlandsk registrerede COVID-19 tilfælde, erklærede myndighederne første bølge af coronavirus for overstået.

#### Frygt for 2.bølge
Ifølge indrejseundtagelserne var flybesætninger og diplomater undtaget fra karantæne. Dette medførte en risiko for COVID-19 smitte den 13. juli, da det viste sig, at en egyptisk soldat fra en militærflybesætning var testet positiv og tilmed havde brudt reglerne, ved at besøge et stormagasin i et indkøbscenter i Rayong, cirka 150 km sydøst for Bangkok. Næsten 400 andre besøgende kunne være blevet udsat for smitterisiko. To indkøbscentre blev lukket i tre dage for desinfektion, af frygt for en 2.bølge af pandemien. Episoden medførte, at stort set samtlige skoler i Rayong-provinsen blev lukket i to uger af sikkerhedshensyn. Alle besøgende i indkøbscentre skulle stadig tjekke-ind med en app kaldt "Thai Chana" (dansk: Thaierne vinder), eller manuelt indskrives, for at myndighederne kunne spore en eventuel smittekæde, selv om landet ikke havde registreret nogen ny tilfælde i 50 dage. I alt risikerede 1.889 lokale, at komme i 14 dages hjemmekarantæne. Samtidig afbestiltes 90 procent af indenlandske turisters hotelbookinger i området. Regeringen blev kritiseret for at privilegere udlændinge og bringe befolkningen i fare, da flere end 30 egyptiske militærflybesætningsmedlemmer var lukket ind og tilmed haft mulighed for, at forlade deres hotel. Det var ignorering af reglerne, sagde premierminister Prayut Chan-o-cha, undskyldte, og forklarede, at ingen udenlandske fly(besætninger) indtil videre ville blive lukket ind. Samtidig blev et barn hos et nyankommet Sudansk diplomatpar testet positiv, efter de var kørt ind til deres lejlighed i et boligkompleks i Bangkok. De burde have ventet på prøveresultatet i lufthavnen, nu udsattes chauffører og personale for smitterisiko. Sammen med sagen om den egyptiske soldat medførte dette, at diplomater ikke længere ville være undtaget fra 14-dages statskontrolleret karantæne.
Illegale immigranter udgjorde også frygt for en 2. bølge af coronavirus. Næsten 3.000 havde sneget sig ind over grænserne fra Cambodja og Myanmar i løbet af en måned, men ingen havde COVID-19 og alle blev sendt tilbage. Dette kom frem i nyhederne samtidig med, at befolkningen var "ekstremt nervøse" efter de andre tilfælde med positive COVID-19 prøver.
Den 18. september blev første COVID-19 dødsfald i 97 dage registreret, dødsfald nr. 59. Det var en tidlige på måneden fra Saudi Arabien hjemvendt thailandsk arbejder, der var blevet behandlet (under karantæne) i to uger på et hospital i Bangkok. Yderligere et dødsfald, nr. 60, blev registreret den 5. november, en under karantæne 66-årig hjemvendt migrantarbejder, der led af diabetes og hypertension.

### 2. bølge

#### Nye indenlandske tilfælde af COVID-19
Den 2. september, efter 101 dage uden indenlandske COVID-19 tilfælde – de få registrerede tilfælde var alle hjemvendte migrantarbejde og indrejsende udlændinge i obligatorisk stats karantæne – blev en nyindsat i et fængsel testet positiv. Det drejede sig om en 37-årig DJ fra Karosan Road i Bangkok, der var blevet anholdt i forbindelse med narkotika. Han havde ikke været udenlands. Gennem smittesporing, via blandt andet regeringens sporings-app, fandt man, at der havde været kontakt til i alt 974 personer, heraf blev 118 karakteriseret som højrisiko. En uge senere var ingen andre positive fundet, dog blev højrisikogruppen holdt i karantæne.
Den 16. oktober blev der konstateret to nye COVID-19 tilfælde i Mae Sot, en nordvestlig grænseby til Myanmar, to fastboende burmesere der havde været i kontakt med en chauffør, der havde passeret grænsen. Senere blev endnu tre nye tilfælde konstateret, burmesiske familiemedlemmer til de to først smittede. Myndighederne skærpede COVID-19 kontrollen yderligere ved alle grænseovergange.
Den 23. oktober blev der konstateret et nyt COVID-19 tilfælde på ferieøen Koh Samui – øens første tilfælde i 195 dage – en 57-årig fransk kvinde, der var indrejst i Bangkok den 30. september og været i 14-dages obligatorisk statskontrolleret karantæne før hun den 15. oktober fløj til Samui, hvor blev kørt direkte fra lufthavn til bolig af en ven. Den 17. oktober fik hun feber og den 21. oktober blev hun testet på en af ørens privathospitaler, som efterfølgende viste positiv. Hendes familie testede negativ. Passagerer og besætningsmedlemmer fra flyveturen blev bedt om at blive testet og gå i isolation, indtil deres testresultater forelå. Ingen andre blev konstateret positive og kvinden blev raskmeldt fra hospitalet den 5. november, hun var muligvis blevet smittet under karantæneopholdet.
Den 4. november testede en Indisk mand i Krabi asymptomatisk positiv ved sundhedstjek i forbindelse med ansøgning om arbejdstilladelse, han havde opholdt sig i landet siden 1. februar, og i inkubationsperioden siden 19. oktober rejst en del rundt, 290 andre personer skulle testes. Yderligere blev en ungarsk diplomat smittet, da han havde modtaget den ungarske udenrigsminister, Peter Szijjarto i lufthavnen, som på en Sydøstasien-rejse ankom fra Cambodja og testede positiv. Udenrigsministeren blev fløjet hjem til Ungarn med et specialfly. I slutningen af november blev konstateret tre nye tilfælde hos thailændere i Chiang Rai-området. der havde arbejdet i nabolandet Myanmar og illegalt krydset grænsen tilbage til Thailand. Adskillige havde nået at være i kontakt med dem og blev beordret i 14-dages selvkarantæne.
I begyndelsen af december var der i alt 38 nye indenlandske COVID-19 tilfælde forbundet til thailændere, der havde krydset grænsen fra Myanmar, de fleste illegalt. Der var overvejende tale om thailændere, der havde arbejdet på 1G1-7 Hotel i grænsebyen Tachileik, halvanden kilometer inde i Myanmar. Hotellet er rettet mod high-end gæster, der søger "ultimativ underholdning i alle former", herunder i 20 VIP karaoke-lokaler. Det siges at være en virksomhed i det, der kaldes en grå zone, med fælles investering fra thailandske, burmesiske og kinesiske forretningsfolk. Ledelsen bekræftede, at 180 thailandske kvinder arbejdede på hotellet, mange af dem som sexarbejdere. Hotellet besøges af VIP'er i Myanmar, inklusive højtstående militærpersonale. 84 af kvinderne var vendt tilbage til Thailand, fortrinsvis via ulovlige naturlige grænsekrydsninger, og havde undladt de obligatoriske karantæneprocedurer, gældende for alle, der rejser ind i. Yderligere blev fem medarbejdere på karantænehoteller i Bangkok testet positive, angiveligt smittet fra indrejsende i karantæne.

#### Nyt masseudbrud i midten af december
Trods flere end 800 konstaterede nye tilfælde af COVID-19 i løbet af tre dage fra 19. til 21. december, heriblandt det hidtil højeste daglige antal med 548 smittede, blev det ikke omtalt som en 2.bølge, da det var en ny smitte, og ikke genopblussen af 1.bølge, der sluttede i maj måned. Smitten mentes at stamme fra en 67-årig rejesælger på et engros fiskemarked i Samut Sakhon-provinsen 34 kilometer sydvest for Bangkok. Samut Sakhons guvernør indførte udgangsforbud og andre rejsebegrænsninger indtil 3. januar 2021, samt nedlukning af blandt andet indkøbscentre, skoler, biografer og sportsstadioner. Der var ved smitteudbruddet 6.082 fabrikker i Samut Sakhon med 345.284 arbejdere, hvoraf 23.307 var udlændinge. Nedlukninger i provinsen forventedes at koste omkring en milliard baht (cirka 200 millioner DKK) om dagen. Hovedparten af de smittede var migrantarbejdere, fortrinsvis fra Myanmar, der har lidt under et større COVID-19 udbrud. Andre sydøstasiatiske lande, herunder Singapore og Malaysia, havde også rapporteret tusinder af tilfælde blandt gæstearbejdere. Der havde været flere problemer med ulovligt indvandrede migrantarbejdere og kritik af grænsekontrol. Sammenslutningen Thailandske Industrier (oversat fra The Federation of Thai Industries, forkortet FTI) erklærede, at der ikke var ulovlige indvandrere i Samut Sakhon.
Der blev umiddelbart konstateret enkelte nye smittetilfælde i tilstødende provinser og fire i Bangkok, der alle kunne spores til, at være i forbindelse med smitteudbruddet fra Samut Sakhon, men i løbet af få dage havde smitten bredt sig til 22 provinser. Skoler blev lukket i Bangkok og 17 omkringliggende provinser fra 24. december og 12 dage frem. Et Big Bike Show (dansk: Træf for store motorcykler) i Krabi blev et nyt viruscenter i de sydlige provinser, grundet en enkelt gæst fra Samut Sakhon, der bragte virus med sig. Et illegalt kasino i Rayong (spil er ulovligt i Thailand), måske flere, blev ligeledes et center for spredning af virus, og medførte det første dødsfald siden november, en 45-årig kasino-medarbejder, der tillige led af hjerteproblemer og diabetes. Med over 2.500 nye tilfælde af COVID-19 og smitte spredt til 48 provinser, besluttede flere provinser at aflyse nytårsfestligheder, samt lukke ned for indkøbscentre og restauranter, der kun blev kun tilladt takeaway. Den 1. januar 2021 besluttede Bangkok at lukke alle skoler i to uger efter nytårsferien sluttede, hvilket blev udvidet til flere end 10.000 skoler lukkede til 31. januar adskillige provinser.
Centret for de nye virusudbrud, Samut Sakhon, bliver også kaldt "Lille Myanmar", på grund af de omkring 400.000 burmesiske gæstearbejdere. Premierminister Prayuth Chan-o-cha udtalte, at det var illegal immigration, der var årsag til det ny virusudbrud. Der begyndte at opstå had til burmesere grundet smitteudbruddet, og der var tilfælde, hvor de ikke kunne få adgang til busser, taxi eller komme ind på kontorer. Der forekom tillige hadefulde udtaleler på sociale medier, som: "Uanset hvor du ser Myanmar-folk, skal du skyde dem ned". Selv om det først blev benægtet, kom det frem, at der fandtes netværk, som sørgede for illegal grænsekrydsning fra Myanmar til de thailandske provinser Kanchanaburi, Chiang Rai og Tak, samt fra Cambodja til provinserne Chanthaburi og Trat.
I midten af januar faldt de daglige konstaterede smittetal og var den 20. januar encifret med 59 nye bekræftede tilfælde, inklusive otte i karantæne indrejst fra udlandet. Dødsantallet var steget til i alt 71, 11 flere end da 2. bølge startede. De økonomiske konsekvenser af 2. bølge blev af nationalbanken, Bank og Thailand, vurderet som mindre, end ved 1. bølge. I alt otte felthospitaler var etableret i Samut Sakhon ved udgangen af januar, til at tage sig af alle, der blev testet positiv. Dette tal steg til over 700 om dagen, da man testede alle arbejdere.
Den 7. februar erklærede Thailands øverste COVID-19-læge, Opas Kankawipong, at udbruddet, der medførte 2. bølge, var under kontrol, undtagen Samut Sakhon og Tak, samt Bangkok, hvor hovedproblemet var asymptomatiske gæstearbejdere fra Myanmar, der var ansat som hjemmehjælp og spredte virussen, manglende brug af mundbind var et problem.

#### Illegale migrantarbejdere
Problemer med illegalt indrejsende gæstearbejdere var generelt stort og især under coronaviruspandemien, hvor smitte blev bragt med ind fra nabolande, når de illegale indvandrere ikke blev kontrolleret og kom i karantæne. I særdeleshed illegal indvandring fra Myanmar var problematisk og årsag til den 2. smittebølge.
Hæren indrømmede, at den siden 1. juli 2020 og indtil 30. maj 2021 havde anholdt 32.423 personer i forbindelse med illegal immigration, heraf 15.393 fra Myanmar, 11.011 cambodjianere, 2.661 laotere og 92 fra Malaysia. Desuden var 282 agenter blevet anholdt.

### 3. bølge

#### Ny smittebølge i april
Den 8. april brød lokal smitte ud igen med flere hundrede nye tilfælde. Det blev officielt proklameret som 3. bølge efter konstatering af mindst 24 tilfælde af den såkaldte britiske-mutation, B.1.1.7, trods kontrollerede grænser og karantæne af indrejsende. Fire medlemmer af en britisk familie, der var ankommet fra Kent i januar, var en mulighed, for at have bragt B.1.1.7. ind i landet. En anden mulighed var, at B.1.1.7. havde spredt sig fra Cambodja, hvor virus-stammen havde cirkuleret siden 20. februar, hvilket en analyse af mutationen pegede på var tilfældet. Ifølge Woldometer var der 405 nye tilfælde den 8. april, 559 den 9. april og 789 den 10. april, hvilket bragte to totale antal smittede op på 31.658 siden 13 januar 2020, samt yderligere to dødsfald med COVID-19, der bragte dødstallet op på i alt 97.
De følgende dage var antallet af nye tilfælde over 900 og den 12. april 985, det hidtil højeste dagstal under epidemien. Derefter eskalerede antallet af nye daglige smittede til først 1.335 og dernæst 1.543. Efter adskillige dage med høje smittetal og stigende antal dødsfald, blev der konstateret over 2.000 nye smittede den 23. april. De følgende dage steg smittetallet til 2.839 nye tilfælde den 24. april og otte nye dødsfald, hvorefter tallet faldt til 2.438 nye smittede den 25. april med 11 dødsfald og 2.038 den 26. april og otte dødsfald. De følgende to uger svingede antallet af nye daglige smittede mellem lige under 2.000 til lidt over 2.400, flere end 30,000 var indlagt – alle smittede i Thailand indlægges, uanset om asymptomatisk – og der var over 200 nye dødsfald, nogle dage med flere end 20.
De fleste smittetilfælde i april måned var med den britiske variant B.1.1.7.